# XVIII. dinasztia

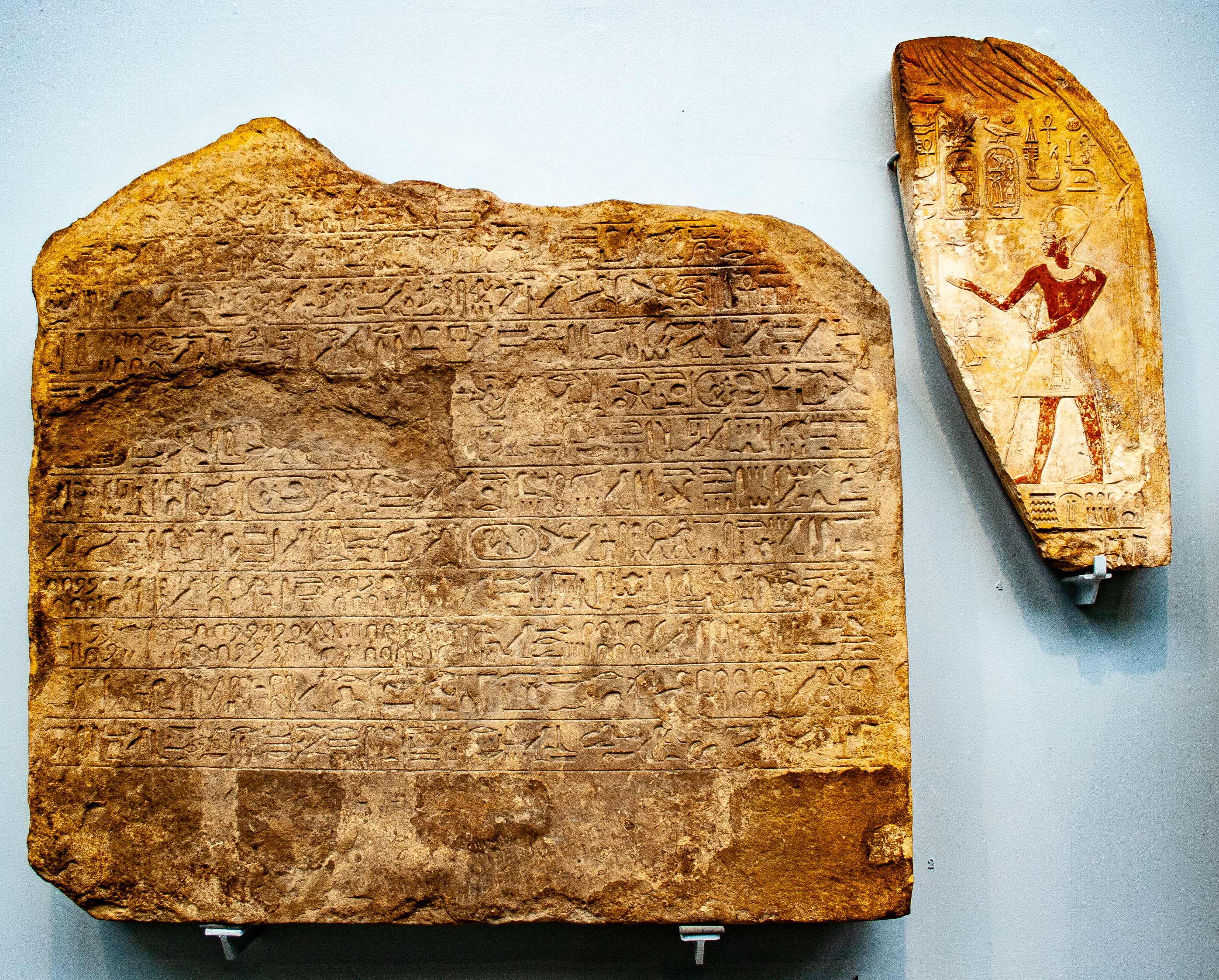
Feliratok a XVIII. dinasztia korából I. Amenhotep illetve III. Thotmesz neveivel

A XVIII. dinasztia az ókori Egyiptom újbirodalmának első dinasztiája. Az i. e. 16. század közepe táján (körülbelül i. e. 1550-től) kezdődik és egészen az i. e. 13. század elejéig uralkodott (körülbelül i. e. 1292-ig). A dinasztiához tartozott az ókori Egyiptom történelmének legjelentősebb személyei közül több is, például I. Jahmesz, I. Thotmesz, Hatsepszut, III. Thotmesz, III. Amenhotep, Ehnaton és Nofertiti, valamint az érintetlenül feltárt sírja miatt ismertté vált Tutanhamon.
A XVIII. dinasztia fáraóinak több mint két évszázados uralma alatt az Egyiptomi Birodalom elérte legnagyobb kiterjedését. Területe a Közel-Kelet és Észak-Afrika jelentős részét magába foglalta, emellett pedig számos népet adóztatott. A katonai erőnek, valamint a jól szervezett közigazgatásnak köszönhetően az ország óriási gazdagságra tett szert, így lehetett korának legerősebb és legszervezettebb állama. Ebben az időben kezdődött meg a karnaki templom és a luxori templom építése (korábbi, elpusztult középbirodalmi templomok helyén), ekkor kezdtek királysírokat kialakítani a Királyok és a Királynék völgyében.

## Az uralkodóház
A XVIII. dinasztia genealógiailag egyenes folytatása a XVII. dinasztiának; első uralkodója, I. Jahmesz az előző dinasztia utolsó előtti uralkodójának, Szekenenrének a fia, és a dinasztia utolsó uralkodójának, Kamosze fáraónak feltételezetten vagy az öccse, vagy az unokaöccse. Szekenenré és Kamosze uralkodása alatt kezdődött meg Egyiptom északi részének felszabadítása az azt több mint 100 éven át megszállva tartó hükszószok alól. Jahmesz uralkodása alatt a háború véget ért, a hükszószokat legyőzték, Egyiptom megosztottsága és a második átmeneti kor véget ért.

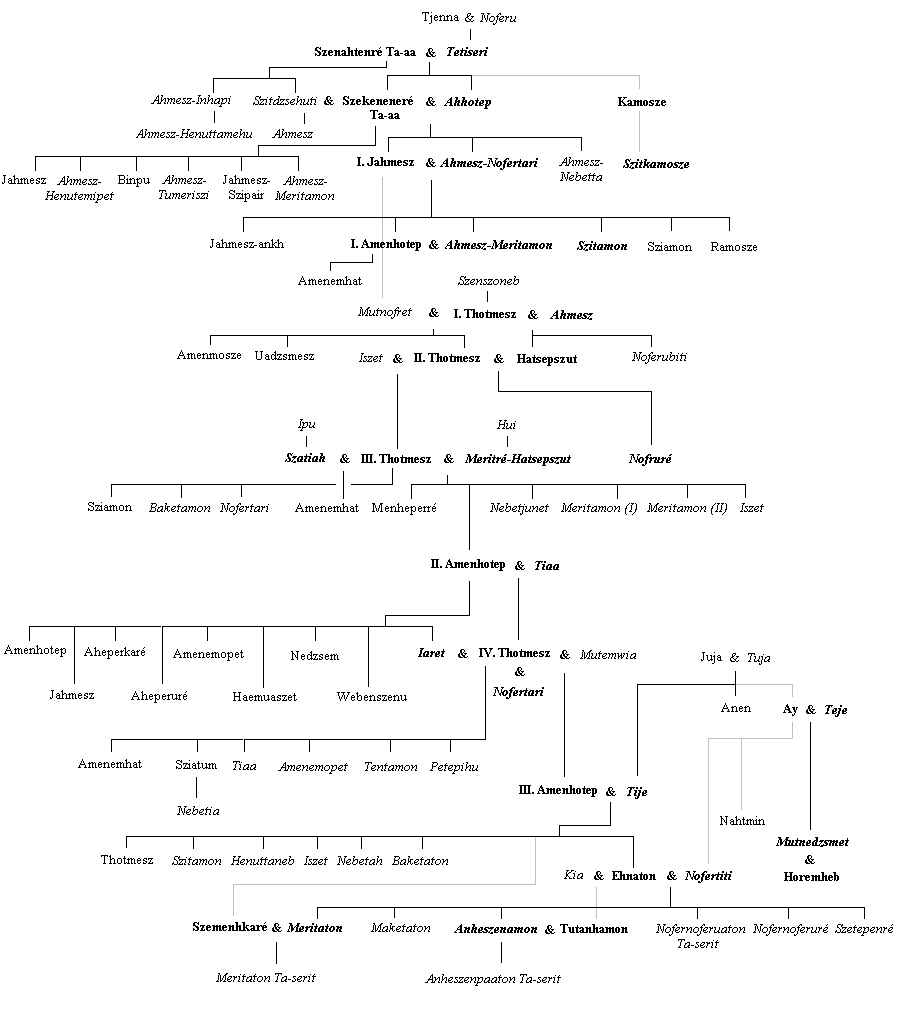
A dinasztia családfája

Jahmeszt fia, I. Amenhotep követte, neki azonban nem született fia, így a következő fáraó I. Thotmesz lett, aki egyes feltételezések szerint a királyi család egy másik ágából származott, és nagy valószínűséggel be is házasodott az uralkodócsaládba. Halála után fia, II. Thotmesz követte a trónon, ő feleségül vette féltestvérét, I. Thotmesz leányát, Hatsepszutot. II. Thotmesz rövid uralkodás után elhunyt, és egy mellékfeleségétől született fia, a még gyermek III. Thotmesz követte a trónon. A mostohafia mellett régensként kormányzó Hatsepszut társuralkodóvá nyilvánította magát, és magához ragadta a hatalmat, így egyike lett annak a kevés nőnek, akik fáraóként uralkodtak.
Hatsepszut halála után III. Thotmesz egyedül uralkodott tovább. Őt fia, II. Amenhotep követte, akit szintén fia, IV. Thotmesz követett a trónon; uralkodásuk alatt Egyiptom békét kötött korábbi ellenségével, a Mitanni Birodalommal, mely innentől egyik legfontosabb szövetségesük lett. IV. Thotmesz urán következett fia, III. Amenhotep, a dinasztia leghosszabb ideig (38 évig) uralkodó fáraója, akinek uralkodása az egyiptomi történelem egyik fénykorát jelenti. Amenhotep és főfelesége, a gyakorlatilag társuralkodóként kormányzó Tije fia volt Ehnaton, akihez az egyiptomi történelem egyik legnagyobb érdeklődésre számot tartó és máig legvitatottabb időszaka, az Amarna-reformok kora fűződik.
Ehnaton, szakítva Ámon főisten egyre növekvő kultuszával megkísérelte bevezetni az egyistenhitet, Aton napisten kultuszát. Feleségével, a gyönyörű mellszobráról ismert Nofertitivel az általa alapított új fővárosba, Ahet-Atonba költözött. Reformjai azonban nem élték túl, és a későbbi korokban még emlékét is megpróbálták eltörölni. Nagyrészt ennek is köszönhető, hogy a dinasztia utolsó fáraóinak pontos rokonsági kapcsolatai nem ismertek. Ehnaton mellett utolsó éveiben két társuralkodó is állt, Szemenhkaré és Nofernoferuaton, akikről sokáig nem volt teljesen tisztázott, hogy egy vagy két személy, és ma sem tudni sokat róluk; Szemenhkaré feltehetőleg Ehnaton öccse, féltestvére, esetleg fia volt, Nofernoferuaton pedig talán Ehnaton felesége vagy egyik lánya lehetett. Ehnatont társuralkodója alig egy évvel élte túl; őt Tutanhamon követte a trónon, aki a legtöbb feltételezés szerint Ehnaton fia volt, esetleg az öccse. Tutanhamon gyermektelenül halt meg, Ay követte a trónon, aki feltételezések szerint rokonságban állt a királyi családdal, Tije királyné fivére és talán Nofertiti apja volt, de erre csak közvetett bizonyítékok mutatnak. A dinasztia utolsó fáraója, Horemheb nem állt vér szerinti rokonságban a királyi családdal; az alapján sorolják mégis ide, hogy felesége, Mutnedzsmet feltételezések alapján Ay lánya és/vagy Nofertiti húga, de ezt sem lehet minden kétséget kizáróan bizonyítani. Horemheb gyermektelenül halt meg, utódjának egy katonatársát tette meg, aki I. Ramszesz néven lépett trónra; vele már új dinasztia kezdődik.

### A dinasztia tagjai
| I. Jahmesz fáraó feleségei: Ahmesz-Nofertari, Szitkamosze, Ahmesz-Henuttamehu gyermekei: Jahmesz-ankh, I. Amenhotep, Ahmesz-Meritamon, Ahmesz-Szitamon, Sziamon, Ramosze, Mutnofret (?) I. Amenhotep fáraó felesége: Ahmesz-Meritamon I. Thotmesz fáraó anyja: Szenszoneb feleségei: Ahmesz, Mutnofret fiai: II. Thotmesz, Amenmosze, Uadzsmesz, Ramosze (?) lányai: Hatsepszut, Noferubiti II. Thotmesz fáraó feleségei: Hatsepszut, Iszet fia: III. Thotmesz lánya: Nofruré Hatsepszut fáraónő lánya: Nofruré III. Thotmesz fáraó feleségei: Szatiah, Meritré-Hatsepszut, Nebtu, Menhet, Menui, Merti fiai: Amenemhat, II. Amenhotep, Menheperré, Sziamon lányai: Nofertari, Nebetjunet, Meritamon, Meritamon, Iszet, Baketamon II. Amenhotep fáraó feleségeI. Tiaa fiai: IV. Thotmesz, Nedzsem, Webenszenu, Amenhotep (?), Jahmesz (?), Amenemopet (?), Aaheperkaré (?), Aaheperuré (?), Haemuaszet (?) lánya: Iaret | IV. Thotmesz fáraó feleségei: Nofertari, Iaret, Mutemwia fiai: Amenemhat, III. Amenhotep, Sziatum (?) lányai: Tiaa, Paihia, Amenemopet (?), Tentamon unokája: Nebetia III. Amenhotep fáraó feleségei: Tije, Giluhepa, Taduhepa fiai: Thotmesz, Ehnaton, Szemenhkaré (?) lányai: Szitamon, Henuttaneb, Iszet, Nebetah, Baketaton (?) Ehnaton fáraó feleségei: Nofertiti, Kia fia: Tutanhamon lányai: Meritaton, Maketaton, Anheszenpaaton, Nofernoferuaton Ta-serit, Nofernoferuré, Szetepenré unokái (?): Meritaton és Anheszenpaaton Ta-serit (?) Nofernoferuaton fáraónő Szemenhkaré fáraó felesége: Meritaton Tutanhamon fáraó felesége: Anheszenamon Ay fáraó felesége: Teje fia: Nahtmin (?) lányai: Nofertiti (?), Mutnedzsmet Horemheb fáraó feleségei: Amenia, Mutnedzsmet |

A királyi családdal rokonságban álló személyek
Ipu, Szatiah anyja; Hui, Meritré-Hatsepszut anyja; Juja és Tuja, Tije királyné szülei; Anen, Tije bátyja; Mutbenret, Nofertiti húga.
Akiknek nem azonosított a pontos kapcsolatuk a királyi családdal
- Henut királyné, egy azonosítatlan király felesége, kártusba írt neve kanópusztöredékeken maradt fenn a Királynék völgyében.
- Nebetnehat, egy azonosítatlan fáraó nagy királyi hitvese.
- Amenemhat herceg, valószínűleg a dinasztia uralmának korábbi éveiből. Múmiáját a TT280-as sírban újratemetve találták meg.
- Amenhotep és Minemhat hercegek, a QV82-es sír tulajdonosai a Királynék völgyében.
- Hori herceg, a QV8-as sírba temették egy hercegnővel, akinek a neve nem maradt fenn.
- Meribennu herceg, II. Amenhotep vagy III. Thotmesz fia. Egy usébtijét találták meg, ma Durhamben őrzik.
- […]pentepkau herceg, a XVIII. dinasztia közepén élt, azonosítatlan fáraó fia. A gízai piramisoknál találták meg szfinxsztéléje töredékét.
- Baki herceg és Hatnofret hercegnő, a QV72-es sír tulajdonosai a Királynék völgyében.
- A Sejh Abd el-Kurna-i rejtekhelyen talált múmiák: Henutjunu, Meritptah, Szithori, Tatau és Wiai hercegnők.
- Ti hercegnő, a XVIII. dinasztia közepén élt, azonosítatlan király lánya. Kanópuszedény-töredékeit a Királynék völgyében találták meg.
- Meritré hercegnő, a QV6-os sír tulajdonosa a Királynék völgyében.
- Meritré és Wermeritesz hercegnők, a QV17-es sír tulajdonosai a Királynék völgyében. Wermeritesz egy kanópuszedényét megtalálták a sírban.

Lásd még: A XVIII. dinasztia családfája

## Történet
A hükszósz megszállók kiűzésével, mely I. Jahmesz alatt fejeződött be, a második átmeneti kor lezárult, Alsó- és Felső-Egyiptom újraegyesült. Az őt követő fáraók uralma alatt Egyiptom visszaszerezte korábban elvesztett területeit, megszilárdította hatalmát és új hódításokra is sor került. Núbia aranybányáinak visszaszerzése nagy lendületet adott az ország gazdaságának.
Egyiptom visszaszerzett dicsőségére kelet felől leselkedett a legnagyobb veszély: Mitanni és Hatti egyre nagyobb fenyegetést jelentett. Az első jelentősebb összecsapások III. Thotmesz uralkodása alatt zajlottak. A fáraó a Mitanni által támogatott városállamok szövetsége ellen indult, az első nagy csata Megiddónál zajlott és egyiptomi győzelemmel zárult. Thotmesz megszerezte a Földközi-tenger több jelentős kikötővárosát is, és támaszponttá alakította őket. Ezután bevette Kádest, ezzel jelentősen meggyengítette Mitanni hatalmát. Egyiptom a térség vezető államává vált. Utódjának, II. Amenhotepnek még le kellett vernie néhány Mitanni által bátorított lázadást, később azonban – valószínűleg Hatti növekvő ereje miatt – Mitanni lépéseket tett a béke felé. IV. Thotmesz idejére a korábbi ellenségből szövetséges lett.
III. Amenhotep uralkodása a XVIII. dinasztia legkiemelkedőbb időszaka, az egész egyiptomi történelem egyik fénypontjának számít. A nagyrészt békés időszakban bőség honolt, virágzott a kereskedelem és a diplomácia, nagyszabású építkezések folytak. A fáraó istenítése egyre nagyobb mértéket öltött, és vele együtt erős hangsúly helyeződött a napkultuszra, mintegy ellensúlyozandó Ámon és papsága hatalmát.